# Eupithecia pauxillata
Eupithecia pauxillata là một loài bướm đêm trong họ Geometridae.